# Wallikon (Wiesendangen)
Wallikon ist ein Weiler in der Gemeinde Wiesendangen im Kanton Zürich. 
Die fünf bewohnten Häuser stehen zirka zwei Kilometer nordöstlich von Wiesendangen zwischen Attikon und Bertschikon und den Autobahnen A1 und A7. Vier davon sind alte Zürcher Bauernhäuser und stehen teilweise unter Heimatschutz.